# HMS Thornborough (K574)
HMS Thornborough (K574), đôi khi phát âm như là Thornbrough, là một tàu frigate lớp Captain của Hải quân Hoàng gia Anh hoạt động trong Chiến tranh Thế giới thứ hai. Nó nguyên được Hoa Kỳ chế tạo như chiếc DE-565 (chưa đặt tên), một tàu hộ tống khu trục lớp Buckley, và chuyển giao cho Anh Quốc theo Chương trình Cho thuê-Cho mượn (Lend-Lease). Tên nó được đặt theo Đô đốc Sir Edward Thornbrough (1754-1834), hạm trưởng chiếc HMS Robust (1764) và đã từng tham gia các cuộc Chiến tranh Độc lập Hoa Kỳ, Chiến tranh Cách mạng Pháp, và Chiến tranh Napoleon. Nó đã phục vụ cho đến khi chiến tranh kết thúc tại Châu Âu, hoàn trả cho Hoa Kỳ năm 1947, và cuối cùng bị bán để tháo dỡ vào năm 1947.

## Thiết kế và chế tạo
Buckley là một trong số sáu lớp tàu hộ tống khu trục được Hải quân Hoa Kỳ chế tạo nhằm đáp ứng nhu cầu hộ tống vận tải trong Thế Chiến II, sau khi Hoa Kỳ chính thức tham chiến vào cuối năm 1941. Chúng hầu như tương tự nhau, chỉ với những khác biệt về hệ thống động lực và vũ khí trang bị. Động cơ của phân lớp Backley bao gồm hai turbine hơi nước General Electric để dẫn động hai máy phát điện vận hành hai trục chân vịt, và dàn vũ khí chính bao gồm 3 khẩu pháo pháo 3 in (76 mm)/50 cal.
Những chiếc phân lớp Buckley (TE) có chiều dài ở mực nước 300 ft (91 m) và chiều dài chung 306 ft (93 m); mạn tàu rộng 37 ft 1 in (11,30 m) và độ sâu mớn nước khi đầy tải là 11 ft 3 in (3,43 m). Chúng có trọng lượng choán nước tiêu chuẩn 1.430 tấn Anh (1.450 t); và lên đến 1.823 tấn Anh (1.852 t) khi đầy tải. Hệ thống động lực bao gồm hai nồi hơi và hai turbine hơi nước General Electric công suất 13.500 mã lực (10.100 kW), dẫn động hai máy phát điện công suất 9.200 kilôwatt (12.300 hp) để vận hành hai trục chân vịt;  công suất 12.000 hp (8.900 kW) cho phép đạt được tốc độ tối đa 23 kn (26 mph; 43 km/h). Con tàu mang theo 359 tấn Anh (365 t) dầu đốt, cho phép di chuyển đến 6.000 nmi (6.900 mi; 11.000 km) ở vận tốc đường trường 12 kn (14 mph; 22 km/h).
Vũ khí trang bị bao gồm pháo 3 in (76 mm)/50 cal trên ba tháp pháo nòng đơn đa dụng (có thể đối hạm hoặc phòng không), gồm hai khẩu phía mũi và một khẩu phía đuôi. Vũ khí phòng không tầm gần bao gồm hai pháo Bofors 40 mm và tám pháo phòng không Oerlikon 20 mm. Con tàu có ba ống phóng ngư lôi Mark 15 21 inch (533 mm). Vũ khí chống ngầm bao gồm một dàn súng cối chống tàu ngầm Hedgehog Mk. 10 (có 24 nòng và mang theo 144 quả đạn); hai đường ray Mk. 9 và bốn máy phóng K3 Mk. 6 để thả mìn sâu. Thủy thủ đoàn đầy đủ bao gồm 200 sĩ quan và thủy thủ.
Thornborough được đặt lườn như là chiếc DE-565 (chưa đặt tên) tại xưởng tàu của hãng Bethlehem-Hingham Steel Shipyard ở Hingham, Massachusetts vào ngày 22 tháng 9, 1943 và được hạ thủy vào ngày 13 tháng 11, 1943. Con tàu được chuyển giao cho Anh Quốc và nhập biên chế cùng Hải quân Anh như là chiếc HMS Thornborough (K574) vào ngày 31 tháng 12, 1943 dưới quyền chỉ huy của Hạm trưởng, Thiếu tá Hải quân Cyril George Hart Brown.

## Lịch sử hoạt động
Thornborough đã phục vụ hộ tống và tuần tra trước khi chuyển sang hoạt động như tàu Frigate Kiểm soát Lực lượng Duyên hải (CFCF), chỉ huy một chi hạm đội xuồng phóng lôi MTB (Motor Torpedo Boat) hoạt động tại eo biển Manche và Bắc Hải nhằm đối phó các tàu E-Boat đối phương. Trong cuộc đổ bộ Normandy diễn ra vào ngày 6 tháng 6, 1944, con tàu được điều động đến Sheerness tại khu vực Portsmouth, cùng các tàu chị em Stayner (K573), Trollope (K575), Duff (K352), Torrington (K577), Retalick (K555) và Chi hạm đội Khu trục 1 tham gia thành phần hộ tống cho sườn phía Đông của lực lượng tấn công.
Hoạt động tuần tra bảo vệ tại khu vực đổ bộ, trong đêm 3-4 tháng 7, Thornborough và Stayner đã đụng độ với tàu E-Boat Đức, nhưng đối phương duy trì khoảng cách bên ngoài tầm bắn và di chuyển ở vùng nước nông gần bờ để rút lui. Dù sao, các chi hạm đội E-Boat đối phương vẫn là mối đe dọa thường xuyên, khi chín tàu đối phương trong đêm 7-8 tháng 7 đã có cuộc đụng độ ác liệt với cùng các tàu khu trục Cattistock (L35) và La Combattante (thuộc Lực lượng Pháp Tự do) tại khu vực vịnh sông Seine, gây hư hại nặng cho một số tàu đối phương, buộc chúng phải rút lui về Le Havre. Đến ngày 30 tháng 7, đang khi tuần tra về phía Tây Bắc Cap d'Antifer, nó lại đụng độ với một tốp tàu E-boat, gây hư hại cho một chiếc và buộc đối thủ phải rút lui.
Trong đêm 5-6 tháng 8, đang khi tuần tra ngoài khơi Cap d'Antifer, Thornborough và tàu chị em Retalick cùng ba xuồng phóng lôi PT-boat chịu đựng tám đợt không kích bởi máy bay đối phương, nhưng không bị thiệt hại, và sau đó đụng độ với ba tàu E-Boat đối phương. Đối phương buộc phải rút lui về Le Havre sau màn khói ngụy trang. Đến sáng ngày 11 tháng 8, cũng tại khu vực Cap d'Antifer, radar con tàu phát hiện sáu tàu quét mìn R boat và một tàu đánh cá vũ trang; Thornborough đã dẫn đường cho ba chiếc PT-boat trong đội của nó tấn công.
Khi mặt trận trên bộ lan đến Le Havre, nhiều tàu nhỏ đối phương đã di chuyển trong đêm 23-24 tháng 8 để chuyển đến Boulogne và Dieppe. Thornborough và Retalick chỉ có thể nả pháo từ xa vì đối phương di chuyển trong vùng biển nông gần bờ; những hoạt động này kéo dài cho đến hết tháng 8. Vào đêm 29-30 tháng 11, Retalick và Thornborough cùng hai tàu MTB lại đụng độ với tàu E-Boat đối phương; đối thủ rút lui như thường thấy. Sự kiện lặp lại vào đêm Giáng Sinh 24 tháng 12 khi các tàu E-boat xuất kích lại đụng độ với Thornborough và các tàu MTB tháp tùng; đối phương buộc phải rút lui.
Khi tàu E-boat hoạt động rải thủy lôi trong đêm 20-21 tháng 2, 1945 tại khu vực cửa sông Sheldt, bốn chiếc trong số chúng đụng độ với tàu chị em Riou (K557) lúc 23 giờ 30 phút, buộc đối thủ phải rút lui sau một trận chiến ngắn. Chính tốp E-boat này lại lọt vào khu vực tuần tra của Thornborough lúc 00 giờ 31 phút, nhưng chiếc frigate chỉ có thể nả pháo từ xa khi đối phương vội vã rút lui. Sang tháng 3, nó được điều động sang phục vụ cùng Bộ chỉ huy Plymouth trong nhiệm vụ tuần tra chống tàu ngầm.
Sau khi chiến tranh kết thúc tại châu Âu, Thornborough cùng tàu chị em  Holmes (K581) khởi hành từ Plymouth vào ngày 15 tháng 5 để đi sang Saint Peter Port, Guernsey, hoạt động tuần tra và hộ tống tại vùng eo biển Manche. Sang ngày hôm sau, hai chiếc frigate tham gia thành phần hộ tống cho các tàu đổ bộ vận chuyển lực lượng đến tiếp quản quần đảo Channel. Vào ngày 20 tháng 5, sau khi va chạm một vật thể không xác định ngầm dưới nước, con tàu chịu đựng một vụ nổ lớn dưới nước và bị hư hại. Nó được đưa đến Devonport vào ngày 14 tháng 6 để sửa chữa, nhưng sau đó lại được đưa về thành phần dự bị tại West Hartlepool từ ngày 25 tháng 7. Con tàu được sử dụng như một trại binh nổi cho đến khi được hoàn trả cho Hoa Kỳ.
Vẫn neo đậu tại Anh, Thornborough được hoàn trả trên danh nghĩa cho Hoa Kỳ vào ngày 29 tháng 1, 1947 hoặc 30 tháng 1, 1947, nhằm giảm bớt chi phí mà Anh phải trả cho Hoa Kỳ trong Chương trình Cho thuê-Cho mượn (Lend-Lease). Do dư thừa so với nhu cầu về tàu chiến sau khi chiến tranh đã chấm dứt, nó được rút tên khỏi danh sách Đăng bạ Hải quân Hoa Kỳ vào ngày 7 tháng 2, 1947 và bị bán cho hãng Athens Piraeus Electricity Co., Ltd. tại Athens, Hy Lạp để tháo dỡ vào ngày 24 tháng 4, 1947.